# Канал Гоцо
Канал Гоцо — це коротка ділянка Середземного моря, що відокремлює мальтійський острів Гоцо від північного краю Мальти.
Він має довжину близько 7 км (4,3 милі) і ширину варіюється від 6,7 км (4,2 милі) у найширшому до 4,5 км (2,8 милі) у північно-східному кінці. У центрі каналу знаходяться два острови Коміно (населений) і Комінотто. Канал служить морським сполученням між двома островами з поромним сполученням, яке обслуговує Gozo Channel Line, що працює цілий рік з портів Mġarr Harbor і Ċirkewwa.